# Persone di nome Pavel/Calciatori
| Questa pagina contiene informazioni ricavate automaticamente dalle voci biografiche con l'ausilio del template Bio e di un bot. L'aggiornamento è periodico e automatico e ricostruisce completamente la pagina. Se manca una persona in questa lista, sei pregato di non aggiungerla, ma accertati piuttosto che la sua voce biografica contenga il template Bio e che i dati anagrafici siano correttamente compilati. Se il template Bio manca, inseriscilo tu stesso o, in alternativa, metti l'avviso {{tmp\|Bio}} che ne segnala la mancanza. Se i dati riportati sono sbagliati, correggi direttamente la voce biografica; le modifiche saranno visibili in questa lista entro pochi giorni. Per chiarimenti vedi il progetto antroponimi. La lista contiene solo le 76 persone che sono citate nell'enciclopedia e per le quali è stato implementato correttamente il template Bio. Pagina aggiornata al 22 lug 2025. |

Questa è una lista di persone presenti nell'enciclopedia che hanno il nome Pavel e sono calciatori.

## A(1)
- Pavel Alikin, ex calciatore russo (Perm', n. 1984)

## B(3)
- Pavel Badea, ex calciatore rumeno (Craiova, n. 1967)
- Pavel Bucha, calciatore ceco (Nelahozeves, n. 1998)
- Pavel Bugalo, ex calciatore uzbeko (Chirchiq, n. 1974)

## C(2)
- Pavel Cebanu, ex calciatore sovietico (Reni, n. 1955)
- Pavel Chaloupka, calciatore e allenatore di calcio cecoslovacco (Most, n. 1959 - Chomutov, † 2025)

## D(5)
- Pavel Dolgov, calciatore russo (n. 1996)
- Pavel Dreksa, calciatore ceco (Prostějov, n. 1989)
- Pavel Drsek, ex calciatore e allenatore di calcio ceco (Kladno, n. 1976)
- Pavel Dvořák, calciatore ceco (n. 1989)
- Pavel Dõmov, calciatore estone (Tallinn, n. 1993)

## E(1)
- Pavel Eliáš, ex calciatore ceco (Praga, n. 1986)

## F(1)
- Pavel Fořt, ex calciatore ceco (Plzeň, n. 1983)

## G(1)
- Pavel Golyšev, calciatore russo (Mosca, n. 1987)

## H(4)
- Pavel Harçik, ex calciatore turkmeno (Dušanbe, n. 1979)
- Pavel Hašek, calciatore ceco (n. 1983)
- Pavel Horváth, ex calciatore ceco (Praga, n. 1975)
- Pavel Hájek, calciatore ceco (n. 2001)

## I(1)
- Pavel Ignatovič, ex calciatore russo (San Pietroburgo, n. 1989)

## J(2)
- Pavel Jakovlev, calciatore russo (Ljubercy, n. 1991)
- Pavel Juroška, calciatore ceco (Prostřední Bečva, n. 2001)

## K(11)
- Pavel Kadeřábek, calciatore ceco (Praga, n. 1992)
- Pavel Kalošin, ex calciatore russo (Balašicha, n. 1998)
- Pavel Karasëv, calciatore russo (Drezna, n. 1992)
- Pavel Kiryl'čyk, ex calciatore bielorusso (Minsk, n. 1981)
- Pavel Komarov, calciatore sovietico (Reutov, n. 1913 - † 1972)
- Pavel Komolov, ex calciatore russo (Leningrado, n. 1989)
- Pavel Kouba, calciatore cecoslovacco (Kladno, n. 1938 - † 1993)
- Pavel Košťál, calciatore ceco (Hradec Králové, n. 1980)
- Pavel Krmaš, ex calciatore ceco (Broumov, n. 1980)
- Pavel Kučera, ex calciatore ceco (Litvínov, n. 1976)
- Pavel Kudrjašov, calciatore russo (Tomsk, n. 1996)

## L(2)
- Pavel Londak, ex calciatore estone (Tallinn, n. 1980)
- Pavel Lukáš, ex calciatore ceco (n. 1975)

## M(11)
- Pavel Macháček, ex calciatore ceco (n. 1977)
- Pavel Mahrer, calciatore cecoslovacco (Teplice, n. 1900 - Queens, † 1985)
- Pavel Malchárek, calciatore ceco (Ostrava, n. 1986)
- Pavel Mamaev, ex calciatore russo (Mosca, n. 1988)
- Pavel Mareš, ex calciatore ceco (Zlín, n. 1976)
- Pavel Marin, calciatore estone (Keila, n. 1995)
- Pavel Maslov, calciatore russo (Tjumen', n. 2000)
- Pavel Matiash, ex calciatore kirghiso (Biškek, n. 1987)
- Pavel Melëšin, calciatore russo (Mosca, n. 2004)
- Pavel Mezlík, calciatore ceco (Třebíč, n. 1983)
- Pavel Mogilevec, ex calciatore russo (Kingisepp, n. 1993)

## N(1)
- Pavel Njachajčyk, ex calciatore bielorusso (Minsk, n. 1988)

## O(1)
- Pavel Osipov, ex calciatore russo (San Pietroburgo, n. 1996)

## P(5)
- Pavel Paŭljučėnka, calciatore bielorusso (Mahilëŭ, n. 1998)
- Pavel Pergl, calciatore ceco (Praga, n. 1977 - Magdeburgo, † 2018)
- Pavel Pilík, calciatore ceco (Příbram, n. 1992)
- Pavel Plaskonny, ex calciatore bielorusso (Minsk, n. 1985)
- Pavel Pogrebnjak, ex calciatore russo (Mosca, n. 1983)

## R(3)
- Pavel Ricka, calciatore ceco (Opava, n. 1987)
- Pavel Rybak, ex calciatore bielorusso (Hrodna, n. 1983)
- Pavel Ryžėŭski, ex calciatore bielorusso (Minsk, n. 1981)

## S(8)
- Pavel Savicki, calciatore bielorusso (Hrodna, n. 1994)
- Pavel Sidorenko, calciatore kirghiso (Bişkek, n. 1987)
- Pavel Sitko, ex calciatore bielorusso (Rėčyca, n. 1985)
- Pavel Sjadz'ko, calciatore bielorusso (Brėst, n. 1998)
- Pavel Solomatin, calciatore russo (Togliatti, n. 1993)
- Pavel Solomin, ex calciatore uzbeko (Tashkent, n. 1982)
- Pavel Srníček, calciatore ceco (Ostrava, n. 1968 - Ostrava, † 2015)
- Pavel Stratil, ex calciatore cecoslovacco (Olomouc, n. 1945)

## V(3)
- Pavel Verbíř, ex calciatore ceco (Mělník, n. 1972)
- Pavel Vidanov, ex calciatore bulgaro (Sofia, n. 1988)
- Pavel Vyhnal, ex calciatore ceco (n. 1990)

## Z(3)
- Pavel Zabelin, calciatore bielorusso (Hrodna, n. 1995)
- Pavel Zifčák, calciatore ceco (n. 1999)
- Pavel Zolkin, calciatore russo (n. 1894 - † 1962)

## Č(4)
- Pavel Časnoŭski, ex calciatore bielorusso (Minsk, n. 1986)
- Pavel Černý, calciatore ceco (Nové Město nad Metují, n. 1985)
- Pavel Černý, ex calciatore cecoslovacco (Nové Město nad Metují, n. 1962)
- Pavel Čmovš, calciatore ceco (Plzeň, n. 1990)

## Ş(1)
- Pavel Şabalïn, calciatore kazako (Aqsw, n. 1988)

## Š(2)
- Pavel Šultes, calciatore ceco (Valtice, n. 1985)
- Pavel Šulc, calciatore ceco (Karlovy Vary, n. 2000)